# Danny Granville
Danny Granville (Islington, Londres, 19 de enero de 1975) es un futbolista inglés. Juega de defensa y su primer equipo fue Cambridge United.

## Selección nacional
Ha sido internacional con la Selección nacional de fútbol de Inglaterra Sub-21.
- Datos: Q5220397